# Мёдлинг (река)
Мёдлинг (нем. Mödlingbach, реже Mödling; слово Bach означает «ручей») — река в Нижней Австрии, левый приток Швехата.
Стекает с высоты 505 м над уровнем моря с горы Winkelberg в Винервальде, недалеко от деревушки Wöglerin. Течёт на восток по округу Мёдлинг на протяжении 26 км до Ахау, где впадает в Швехат. Площадь бассейна около 165 км², из них примерно 73 км² относятся к Венскому Лесу. Высота устья — 172 м над уровнем моря.
Важнейшие притоки справа: Марбах (Marbach), впадающий под Ситтендорфом; слева: Шпарбах (Sparbach), Вайсенбах (Weissenbach), впадающие около одноимённых городков. В Бидерманнсдорфе в Мёдлинг справа впадает также искусственный приток: канал Винер-Нойштадт. Кроме этого, в районе Хинтербрюля в Мёдлинг сливается вода, ежедневно откачиваемая из искусственного подземного озера Зегротте.
Река издавна имела большое экономическое значение для региона, поскольку вдоль нее строились многочисленные мельницы. Помимо помола муки, они использовались для распилки древесины, измельчения гипса, ткачества.
В 1904 году, после очередного разрушительного наводнения, река в пределах города была зарегулирована. Однако, соответствующие сооружения начиная с 2003 года были частично разобраны в рамках директивы  Евросоюза 2000/60/EG, касающейся обустройства водных ресурсов. Одновременно, защита от наводнений была перестроена и улучшена с учётом прогресса за прошедший век.
Определённые проблемы причиняют реинтродуцированные бобры. С одной стороны, они являются признаком хорошего состояния природных систем региона, с другой — их запруды мешают упорядоченному природопользованию.

## Галерея

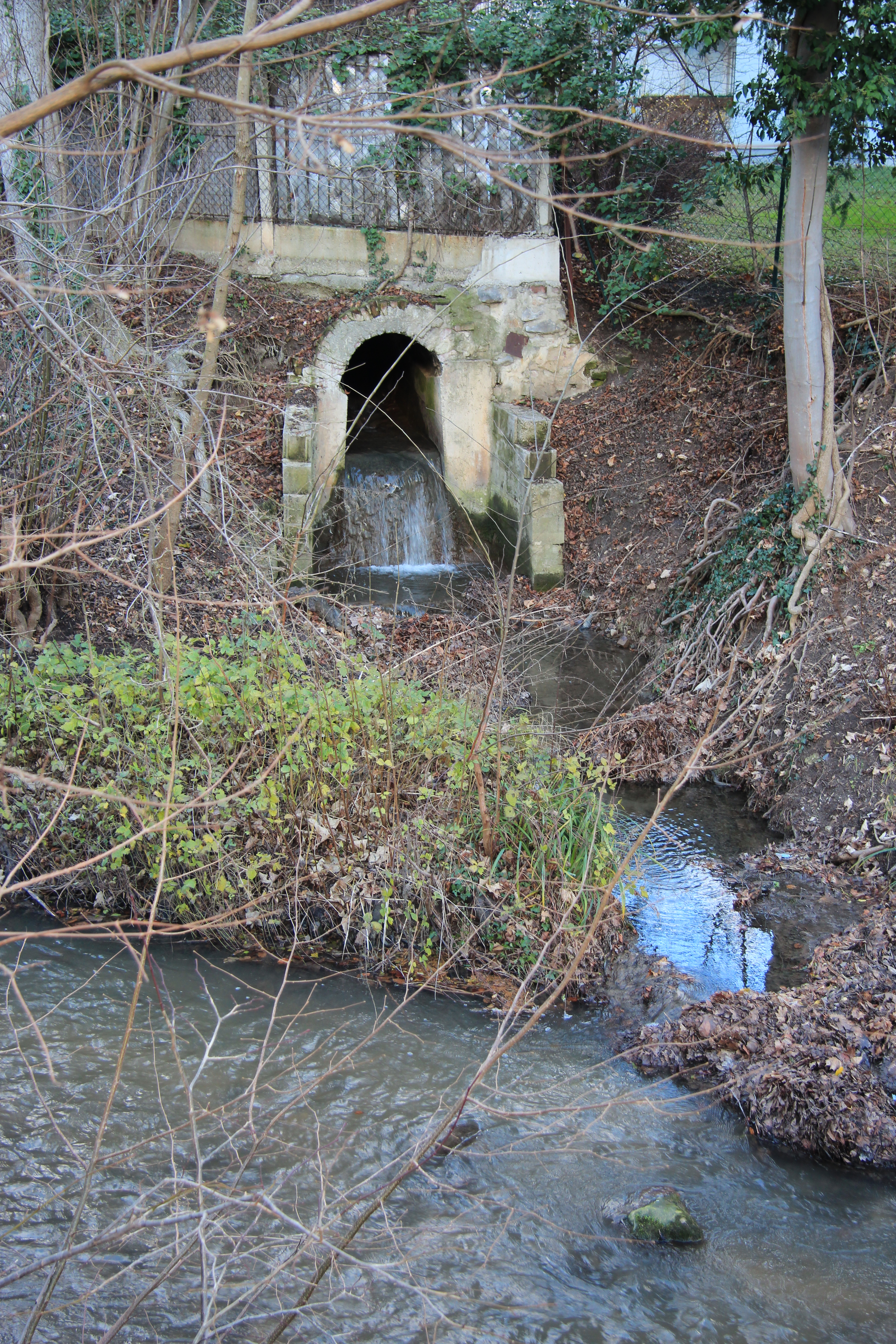
В Хинтербрюле
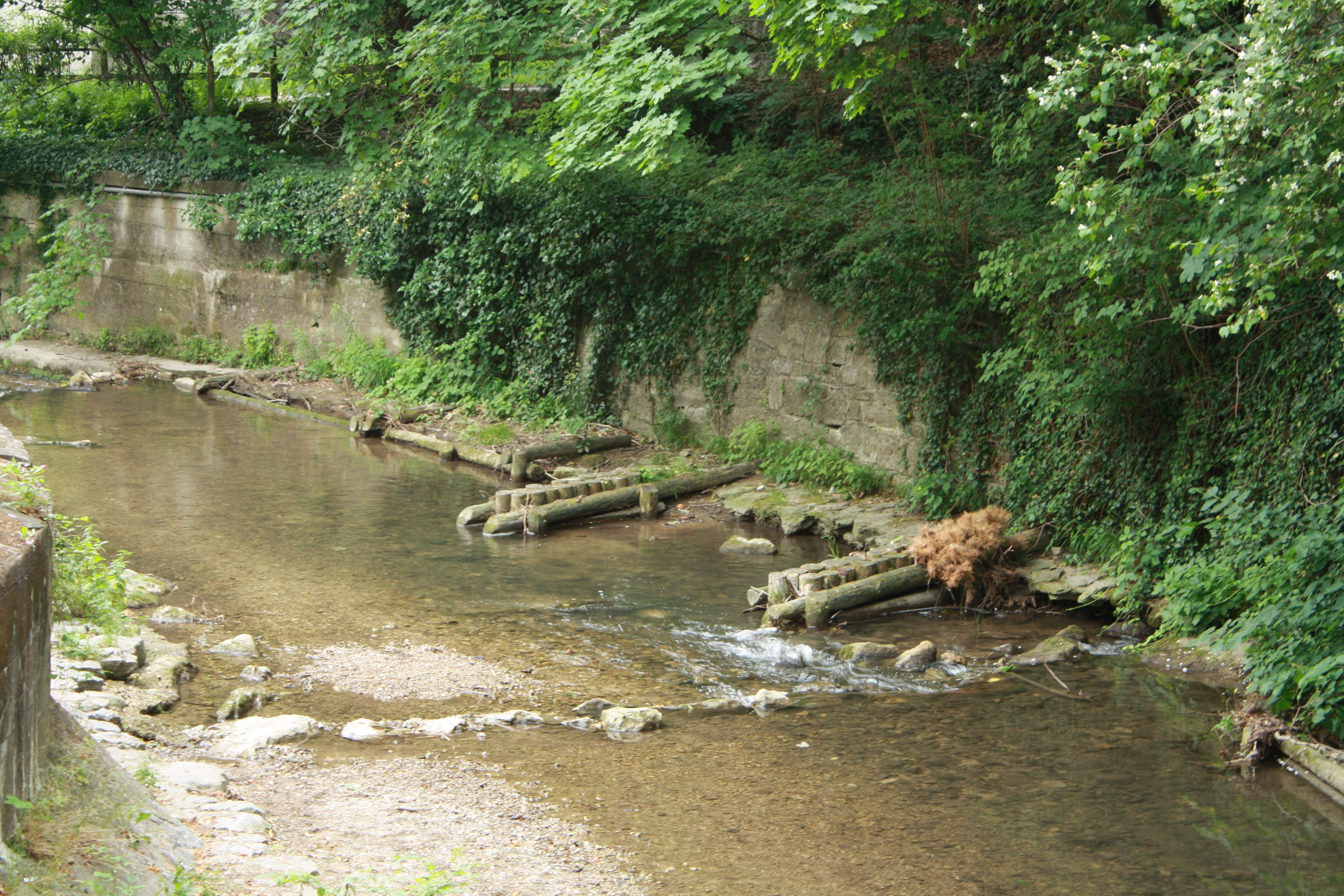
В Мёдлинге, искусственное русло частично разобрано
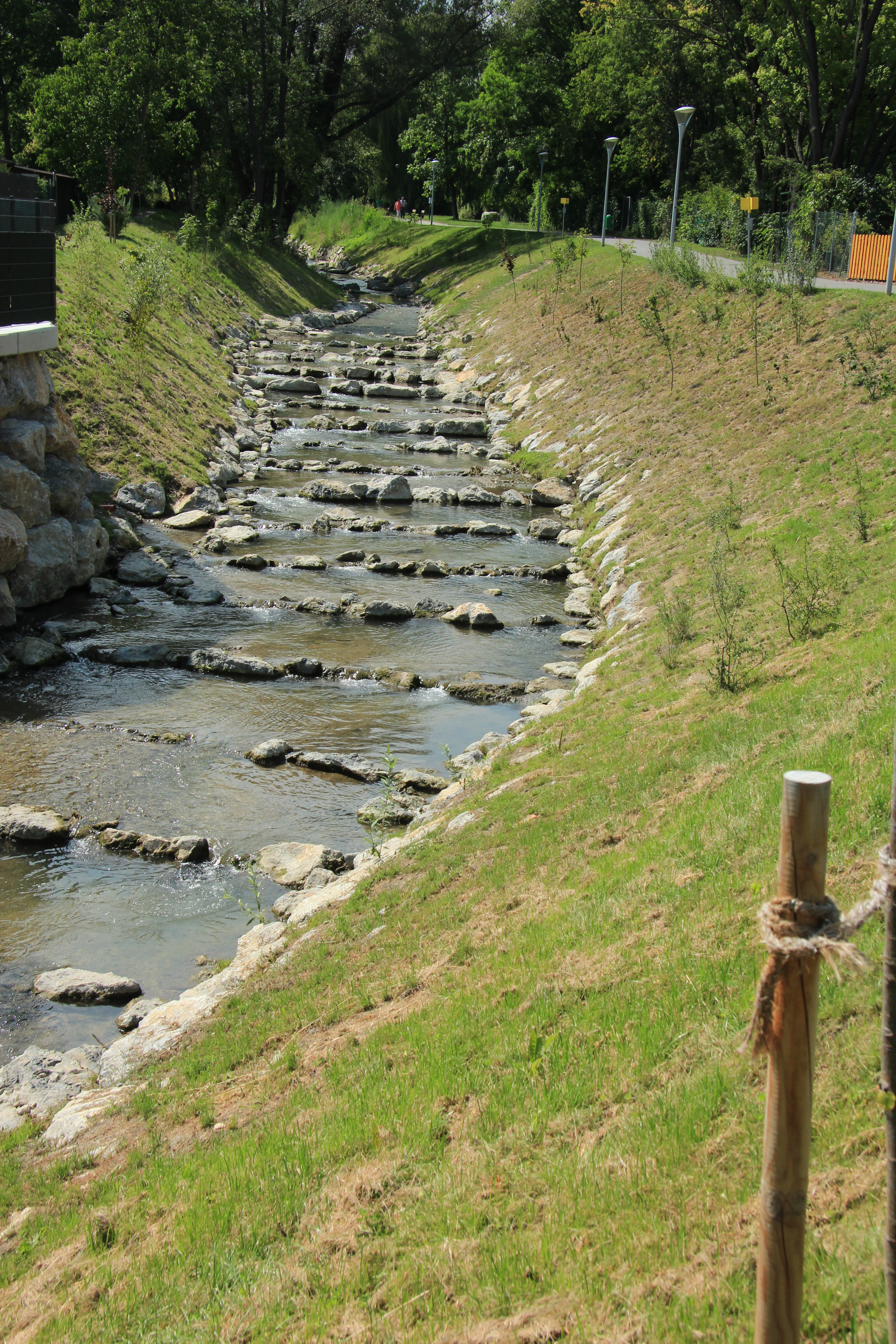
В Винер-Нойдорфе
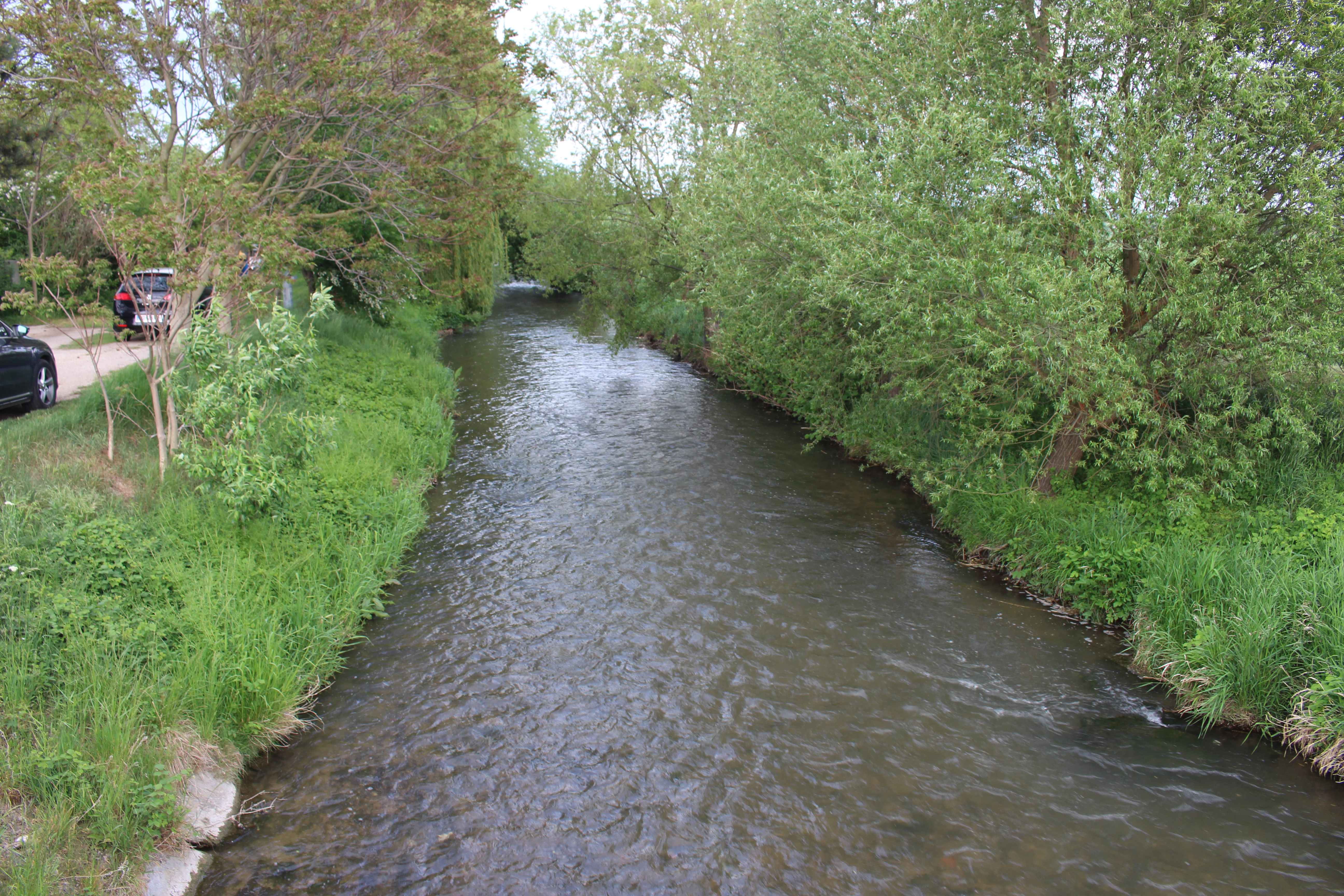
В Ахау, нижнее течение
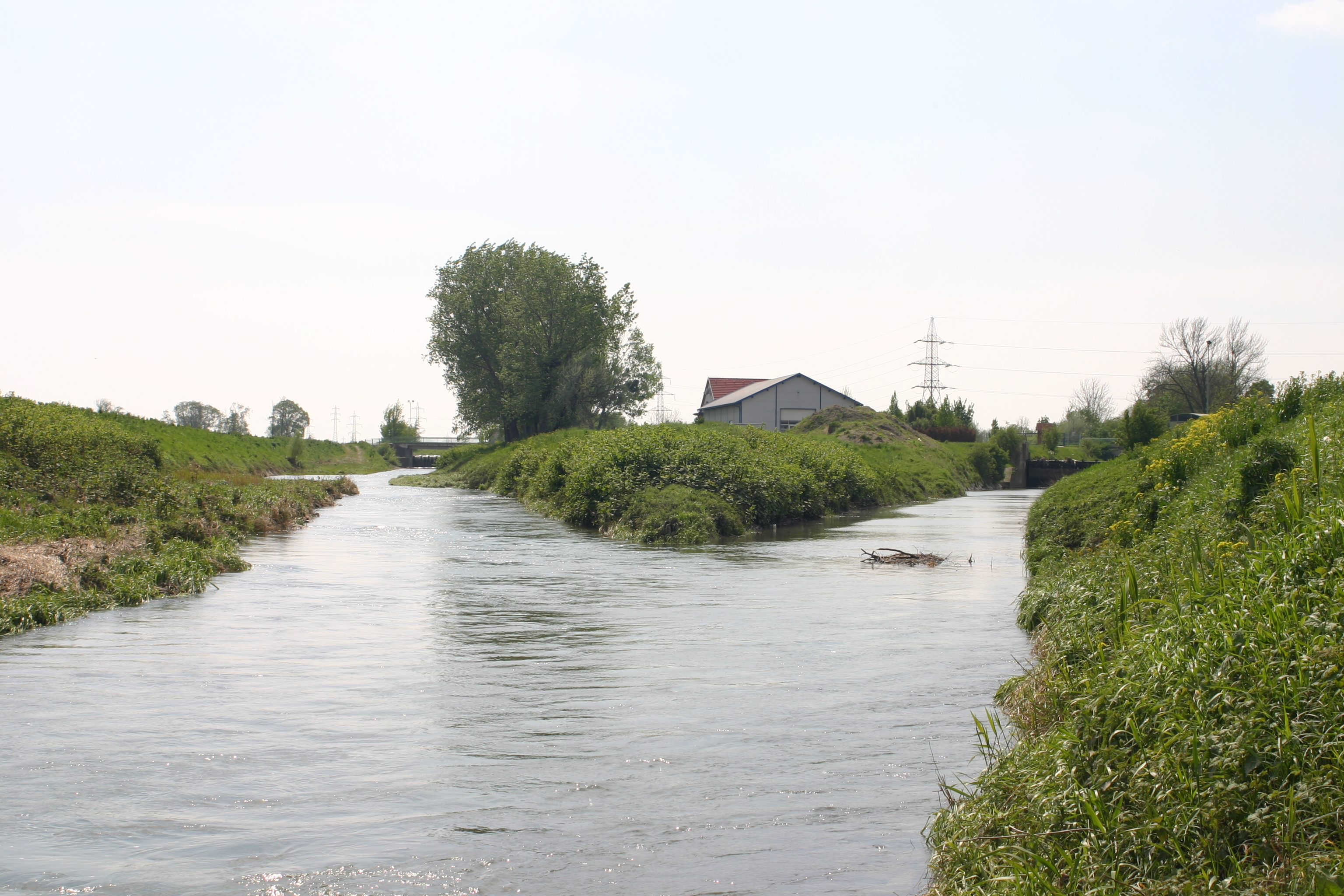
Впадение в Швехат